# Колос (Костромская область)
Колос — местечко в Костромском районе Костромской области. Входит в состав Минского сельского поселения.

## География
Находится в юго-западной части Костромской области на расстоянии приблизительно 6 км на юг-юго-восток по прямой от железнодорожной станции Кострома-Новая у левого берега Волги.

## История
Возникновение и существование населенного пункта связано с открытием и функционированием санатория «Колос» (с 1967 года).

## Население
Постоянное население составляло 81 человек в 2002 году (русские 96 %), 85 в 2022.